# La Trahison de Steve Warson
La Trahison de Steve Warson est le sixième tome de la série Michel Vaillant.

## Synopsis
Malgré l'épisode Bob Cramer, Vaillante a remporté remporte les 24 heures du Mans (voir 'Le 13 est au départ"). Lors du débriefing des pilotes avec Mr Vaillant père, celui-ci leur annonce que la victoire de Vaillante au Mans va permettre à la marque de percer sur le marché américain. Steve, qui est un habitué des circuits et pilotes américains, est certain que la lutte sera âpre ; il propose d'envoyer un commando de pilotes prêt à parer toute éventualité… 
Après une première course au Texas perdue par l'équipe Vaillante, celle-ci doit relever le défi de la Carrera Panamericana, une course de 3000 KM du sud au nord du Mexique. Pour ce faire, l'usine Vaillante prépare en un temps record une nouvelle version de la Vaillante Le Mans adaptée à cette course, la Vaillante Le Mans GT.
Malgré l'opposition de ses concurrents, en particulier américains, et le comportement étrange de Steve Warson, l'équipe Vaillante parviendra-t-elle à gagner la Panamericana, ouvrant ainsi le marché américain à la marque?

## Autour de l'album
Les malfaisants Bob Cramer et Jack Moore des Texas Driver's qui ont affronté l'équipe Vaillante au Mans sont à nouveau ses adversaires au Texas. C'est dans cet album que nous découvrons le ranch et la ferme industrielle de Steve Warson, ainsi que son ami de jeunesse Eddie Mc Grath, enquêteur au FBI, qui le tirera de plusieurs mauvais pas.

## Voitures remarquées

### Compétition

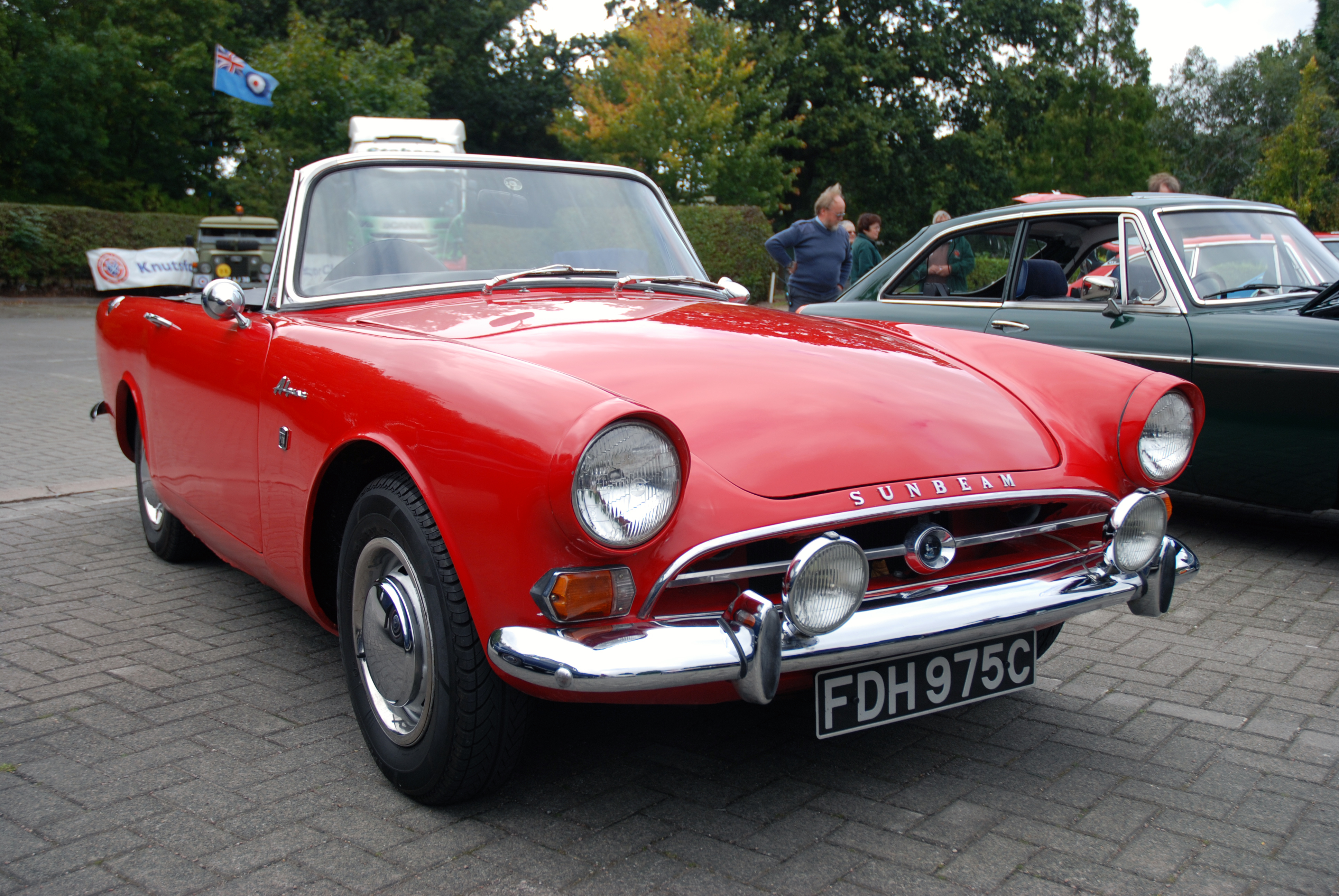
Une Sunbeam Alpine semblable à celle de Bill Rix.

- Porsche 718 RSK
- Chevrolet Corvette C1
- Maserati Birdcage
- Bocar (en) XP-5
- Ferrari 375 Plus
- Lancia D24
- Ferrari 250 Testa Rossa
- Porsche 356
- Chrysler 300F
- Chevrolet Impala 1960

### Voitures particulières
- Sunbeam Alpine (voiture de Bill Rix)
- Chevrolet Parkwood 1961 (voiture de Steve Warson)

## Lieux visités
- Circuit de la Sarthe, Le Mans, Aéroport d'Orly, usine Vaillante
- Aéroport de Bruxelles
- Aéroport John Fitzgerald Kennedy, Aéroport international de Dallas-Fort Worth, résidence de Steve Warson et ses alentours au Texas, Fort Worth et son circuit, Houston
- Mexico et son aéroport, Ciudad Juarez, Tuxtla Gutierrez, Tehuantepec, Oaxaca de Juárez, Puebla, Popocatepetl, Aqueduc de Queretaro, León, Durango, Parral, Chihuahua

## Publication

### Revues
Les planches de La Trahison de Steve Warson furent publiées dans le Journal de Tintin entre le 4 juillet 1961 et le 30 janvier 1962 (n° 27/61 à 5/62).

### Album
Le premier album fut publié aux Éditions du Lombard en 1964 (dépôt légal 03/1964).